# Franz Schrangl
Franz Schrangl (* 27. Juli 1897 in Steyr; † 9. Juli 1945 in Vöcklabruck) war ein österreichischer Politiker (SDAP) und Schlosser. Schrangl war von 1931 bis 1934 Abgeordneter zum Oberösterreichischen Landtag.
Schrangl war beruflich als Schlosser tätig und wirkte politisch als Gemeinderat von Steyr. Er gehörte dem oberösterreichischen Landtag zwischen dem 15. Mai 1931 und dem 12. Februar 1934 an, wobei er sein Mandat im Zuge des Verbotes der Sozialdemokratischen Partei infolge des Ausbruchs des Österreichischen Bürgerkriegs verlor. Schrangl gehörte vor dem Österreichischen Bürgerkrieg zu den Wortführern des bewaffneten Widerstandes, trat jedoch im Bürgerkrieg wenig in Erscheinung. Als Bezirksobmann der Sozialdemokraten von Steyr nahm er jedoch am 11. Mai 1934 in jener Sitzung mit Richard Bernaschek teil, in der der Beschluss gefast wurde, auf eine Waffensuche im Hotel Schiff mit gewaltsamen Widerstand zu reagieren. Ein Verfahren gegen Schrangl wurde am 17. Februar 1934 von einem Standgericht an ein ordentliches Verfahren verwiesen. 
Nach 1938 übernahm er die Funktion des Kreisamtsleiters von Vöcklabruck in der Nationalsozialistischen Volkswohlfahrt. Dies wird als mögliches Indiz dafür gewertet, dass bei dem Februaraufstand der Sozialdemokratie die Nationalsozialisten im Hintergrund tätig waren. 